# St. Stephen (Caroline du Sud)
St. Stephen est une ville située dans le comté de Berkeley, dans l’État de Caroline du Sud, aux États-Unis. Lors du recensement de 2020, elle comptait 1 571 habitants.